# Кубок світу з біатлону 2015—2016 — етап 1
Перший етап Кубка світу з біатлону 2015—16 відбувся в Естерсунді, Швеція, з 29 листопада по 6 грудня 2015 року. До програми етапу включено 8 гонок: індивідуальна, спринт та гонка переслідування у чоловіків та жінок, а відкрився етап змішаною естафетою та одиночною змішаною естафетою.

## Гонки

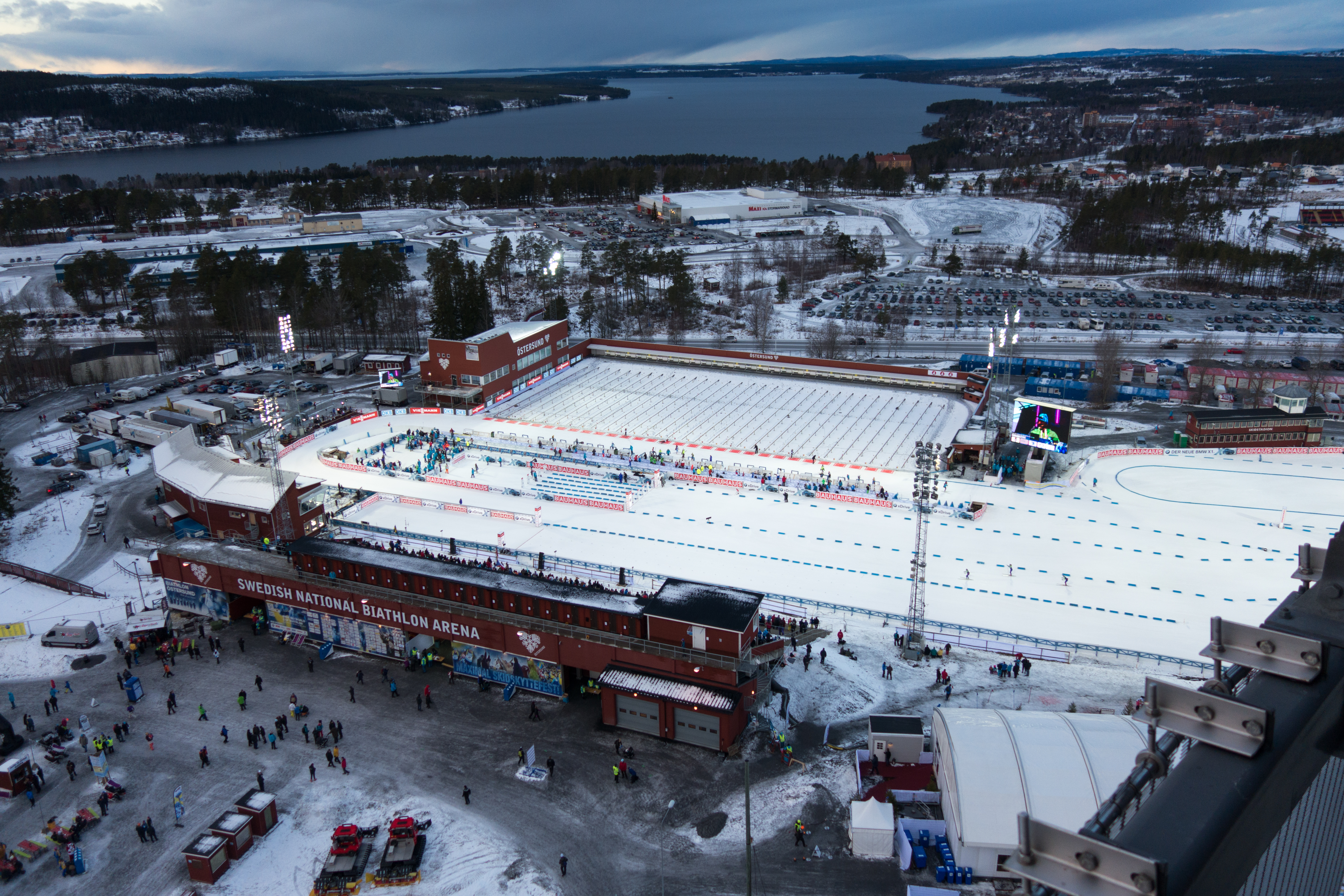
Вигляд на біатлонний стадіон, де проходили змагання та околиці Естерсунда.

Розклад гонок наведено нижче.
| Дата         | Час       | Гонка                                  |
| ------------ | --------- | -------------------------------------- |
| 29 листопада | 13:45 CET | Індивідуальна змішана естафета         |
| 29 листопада | 15:30 CET | Змішана естафета 2x6+2x7,5 км          |
| 2 грудня     | 17:15 CET | Чоловіки, індивідуальна гонка на 20 км |
| 3 грудня     | 17:15 CET | Жінки, індивідуальна гонка на 15 км    |
| 5 грудня     | 12:30 CET | Чоловіки, спринт на 10 км              |
| 5 грудня     | 15:30 CET | Жінки, спринт на 7,5 км                |
| 6 грудня     | 11:00 CET | Чоловіки, переслідування 12,5 км       |
| 6 грудня     | 13:30 CET | Жінки, переслідування 10 км            |

## Змішані естафети

### Призери
| Гонка:                                                                                        | Золото:                                                                  | Час                                                       | Срібло:                                                                 | Час                                                       | Бронза:                                                                  | Час                                                     |
| Одиночна змішана естафета Протокол [Архівовано 1 грудня 2015 у Wayback Machine.]              | Норвегія Кайя Вейєн Ніколайсен Ларс Хелге Біркеланд                      | 36:27.3 (0+0) (0+0) (0+1) (0+1) (0+1) (1+3) (0+1) (0+0)   | Канада Росанна Кроуфорд Натан Сміт                                      | 36:39.2 (0+2) (0+2) (0+3) (0+0) (0+0) (0+0) (0+0) (0+2)   | Німеччина Марен Гаммершмідт Даніель Бем                                  | 36:40.5 (0+0) (0+3) (0+1) (0+1) (0+0) (1+3) (0+0) (0+0) |
| Змішана естафета 2 x 6 км + 2 x 7.5 км Протокол [Архівовано 1 грудня 2015 у Wayback Machine.] | Норвегія Фанні Гурн-Біркеланд Тіріл Екгофф Йоганнес Тінгнес Бо Тар'єй Бо | 1:11:42.6 (0+1) (0+1) (0+2) (0+2) (0+0) (0+3) (0+0) (0+0) | Німеччина Франціска Гільдебранд Ванесса Гінц Бенедикт Долль Сімон Шемпп | 1:12:16.2 (0+1) (0+0) (0+2) (0+1) (0+1) (0+0) (0+0) (0+2) | Чехія Вероніка Віткова Габріела Соукалова Міхал Шлесінгр Ондрей Моравець | 1:12:54.1 (0+3) (0+0) (0+0) (0+2) (0+1) (0+2)           |

## Чоловіки

### Призери
| Гонка:                                                                        | Золото:                       | Час               | Срібло:                | Час               | Бронза:                       | Час               |
| Індивідуальна 20 км Протокол [Архівовано 4 грудня 2015 у Wayback Machine.]    | Уле-Ейнар Б'єрндален Норвегія | 50:14.5 (0+0+0+0) | Сімон Шемпп Німеччина  | 50:41.6 (0+0+1+0) | Олексій Волков Росія          | 50:52.7 (0+0+0+0) |
| Спринт 10 км Протокол [Архівовано 7 грудня 2015 у Wayback Machine.]           | Мартен Фуркад Франція         | 24:02.0 (1+1)     | Арнд Пайффер Німеччина | 24:53.6 (0+1)     | Уле-Ейнар Б'єрндален Норвегія | 24:57.2 (1+1)     |
| Переслідування 12,5 км Протокол [Архівовано 8 грудня 2015 у Wayback Machine.] | Мартен Фуркад Франція         | 31:22.4 (1+0+1+1) | Арнд Пайффер Німеччина | 31:57.5 (0+1+0+0) | Кентен Фійон Майє Франція     | 32:17.6 (0+0+1+1) |

## Жінки

### Призери
| Гонка:                                                                       | Золото:                    | Час               | Срібло:                    | Час               | Бронза:                         | Час               |
| Індивідуальна 15 км Протокол [Архівовано 8 грудня 2015 у Wayback Machine.]   | Доротея Вірер Італія       | 42:17.0 (0+0+0+0) | Марі Дорен-Абер Франція    | 42:31.1 (0+2+0+0) | Олена Підгрушна Україна         | 42:54.8 (0+0+0+0) |
| Спринт 7,5 км Протокол [Архівовано 8 грудня 2015 у Wayback Machine.]         | Габріела Соукалова Чехія   | 19:46.2 (0+0)     | Федеріка Санфіліппо Італія | 20:01.2 (1+0)     | Олена Підгрушна Україна         | 20:24.6 (1+0)     |
| Переслідування 10 км Протокол [Архівовано 10 грудня 2015 у Wayback Machine.] | Кайса Мякяряйнен Фінляндія | 30:45.1 (1+0+1+0) | Доротея Вірер Італія       | 30:47.0 (0+0+1+0) | Франциска Гільдебранд Німеччина | 30:48.4 (0+0+0+0) |

## Досягнення
Перша перемога на етапах Кубка світу
- Доротея Вірер (ITA), в індивідуальній гонці;

Найкращий виступ за кар'єру
|  |  |

Перша гонка в Кубку світу
|  |  |